# 薩德伯里 (麻薩諸塞州)
薩德伯里（英語：Sudbury）是一個位於美國麻薩諸塞州米德爾塞克斯縣的鎮。

## 人口
根據2020年美國人口普查的數據，薩德伯里的面積為63.80平方千米，當中陸地面積為63.10平方千米，而水域面積為0.70平方千米。當地共有人口18934人，而人口密度為每平方千米297人。